# 1096 Reunerta
1096 Reunerta este un asteroid din centura principală, descoperit pe 21 iulie 1928, de Harry Edwin Wood.